# Елберні 2
Елберні 2 (англ. Alberni 2) — індіанська резервація в Канаді, у провінції Британська Колумбія, у межах регіонального округу Елберні-Клекват.

## Населення
За даними перепису 2016 року, індіанська резервація нараховувала 10 осіб. Середня густина населення становила 18,3 осіб/км².

## Клімат
Середня річна температура становить 9,4°C, середня максимальна – 20,3°C, а середня мінімальна – -2,8°C. Середня річна кількість опадів – 2 035 мм.
| Клімат поселення                              | Клімат поселення | Клімат поселення | Клімат поселення | Клімат поселення | Клімат поселення | Клімат поселення | Клімат поселення | Клімат поселення | Клімат поселення | Клімат поселення | Клімат поселення | Клімат поселення | Клімат поселення |
| Показник                                      | Січ.             | Лют.             | Бер.             | Квіт.            | Трав.            | Черв.            | Лип.             | Серп.            | Вер.             | Жовт.            | Лист.            | Груд.            |                  |
| Середній максимум, °C                         | 7,56             | 8,92             | 10,96            | 13,44            | 16,82            | 19,56            | 20,12            | 20,31            | 17,41            | 12,82            | 8,58             | 5,49             |                  |
| Середня температура, °C                       | 2,41             | 3,75             | 5,80             | 8,27             | 11,64            | 14,40            | 17,06            | 17,26            | 14,36            | 9,77             | 5,53             | 2,45             |                  |
| Середній мінімум, °C                          | −2,77            | −1,41            | 0,62             | 3,11             | 6,47             | 9,24             | 14,01            | 14,21            | 11,32            | 6,72             | 2,47             | −0,61            |                  |
| Норма опадів, мм                              | 309              | 245              | 211              | 126              | 82               | 60               | 32               | 44               | 63               | 209              | 342              | 312              |                  |
| Середньомісячна швидкість вітру, м/с          | 3.74             | 3.48             | 3.75             | 3.68             | 3.58             | 3.58             | 3.45             | 3.13             | 2.90             | 3.28             | 3.84             | 3.75             |                  |
| Середньомісячна сонячна радіація, кДж/м²·день | 2904             | 5535             | 9697             | 14615            | 18387            | 19556            | 20605            | 17715            | 12862            | 6921             | 3309             | 2220             |                  |
| --------------------------------------------- | ---------------- | ---------------- | ---------------- | ---------------- | ---------------- | ---------------- | ---------------- | ---------------- | ---------------- | ---------------- | ---------------- | ---------------- | ---------------- |
| Джерело:                                      |                  |                  |                  |                  |                  |                  |                  |                  |                  |                  |                  |                  |                  |